# Fondamentalisme juif
Le fondamentalisme juif (hébreu: פונדמנטליזם יהודי) peut faire référence au sionisme religieux militant ou au judaïsme haredi. Le terme "fondamentalisme" était à l'origine utilisé en référence au fondamentalisme chrétien, mais aujourd'hui, il est couramment fait référence aux mouvements anti-modernistes de toute religion fondés sur une interprétation littérale des écritures religieuses.
Les partisans du Kahanisme peuvent être considérés comme des fondamentalistes juifs.